# Kanton Goussainville
Kanton Goussainville is een kanton van het Franse departement Val-d'Oise. Kanton Goussainville maakt deel uit van het arrondissement Sarcelles en telde 36.153 inwoners in 1999.

## Gemeenten
Het kanton Goussainville omvatte tot 2014 de volgende 2 gemeenten:
- Goussainville (hoofdplaats)
- Louvres

Door de heindeling van de kantons bij decreet van 27 februari 2014, met uitwerking in maart 2015, werd het kanton uitgebreid met de gemeenten:
- Chennevières-lès-Louvres
- Épiais-lès-Louvres
- Marly-la-Ville
- Saint-Witz
- Survilliers
- Vémars
- Villeron